# Peromyia gemella
Peromyia gemella är en tvåvingeart som beskrevs av Jaschhof 2001. Peromyia gemella ingår i släktet Peromyia och familjen gallmyggor. Inga underarter finns listade i Catalogue of Life.